# Bahnhof Bonn-Beuel
Der Bahnhof Bonn-Beuel ist ein Bahnhof an der rechten Rheinstrecke im Bonner Stadtbezirk Beuel.

## Anlagen

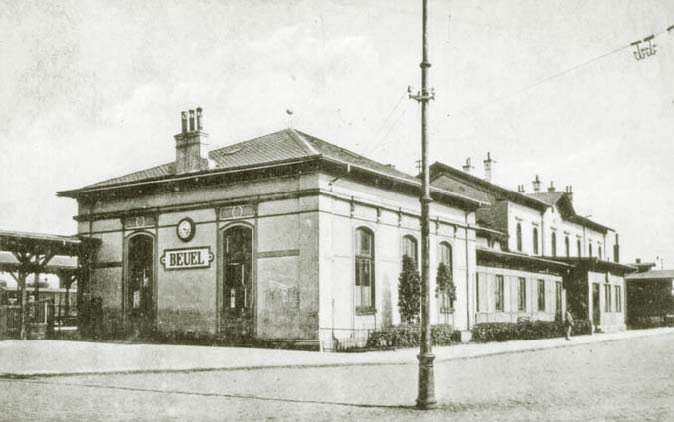
Ansicht des Bahnhofs um 1900

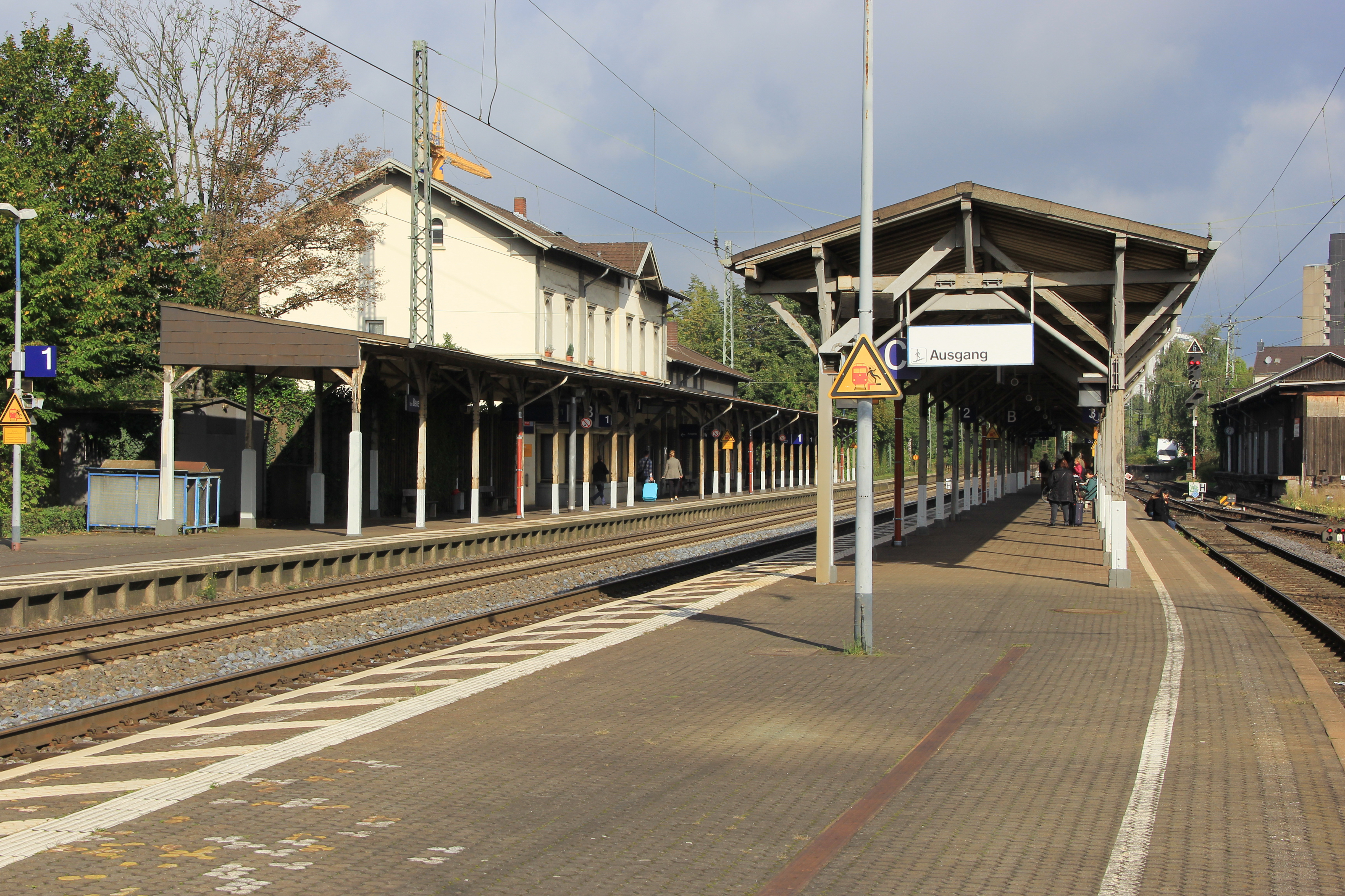
Gleisseite (2015)

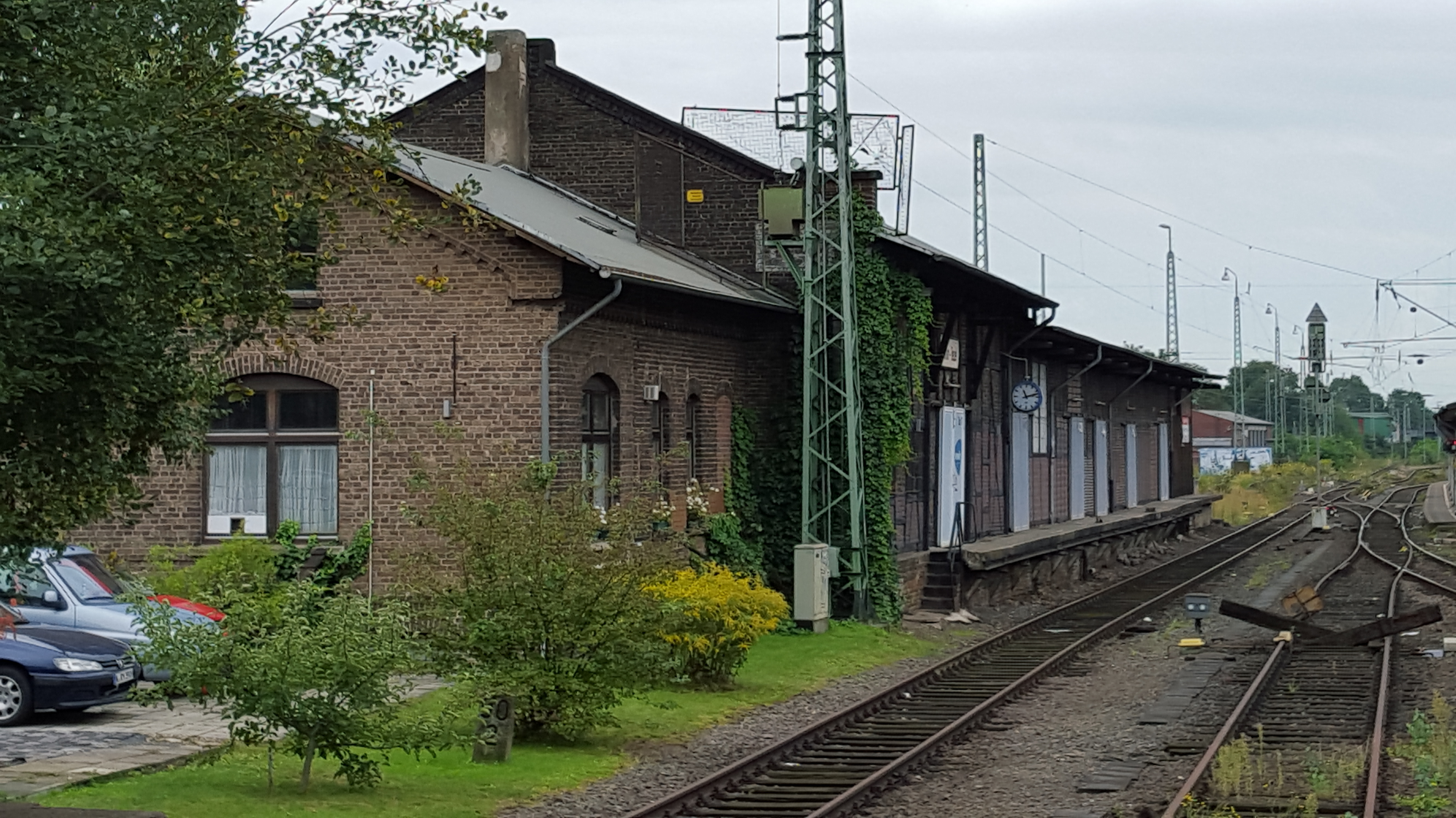
Güterbahnhof mit Gleisanschluss (2015)

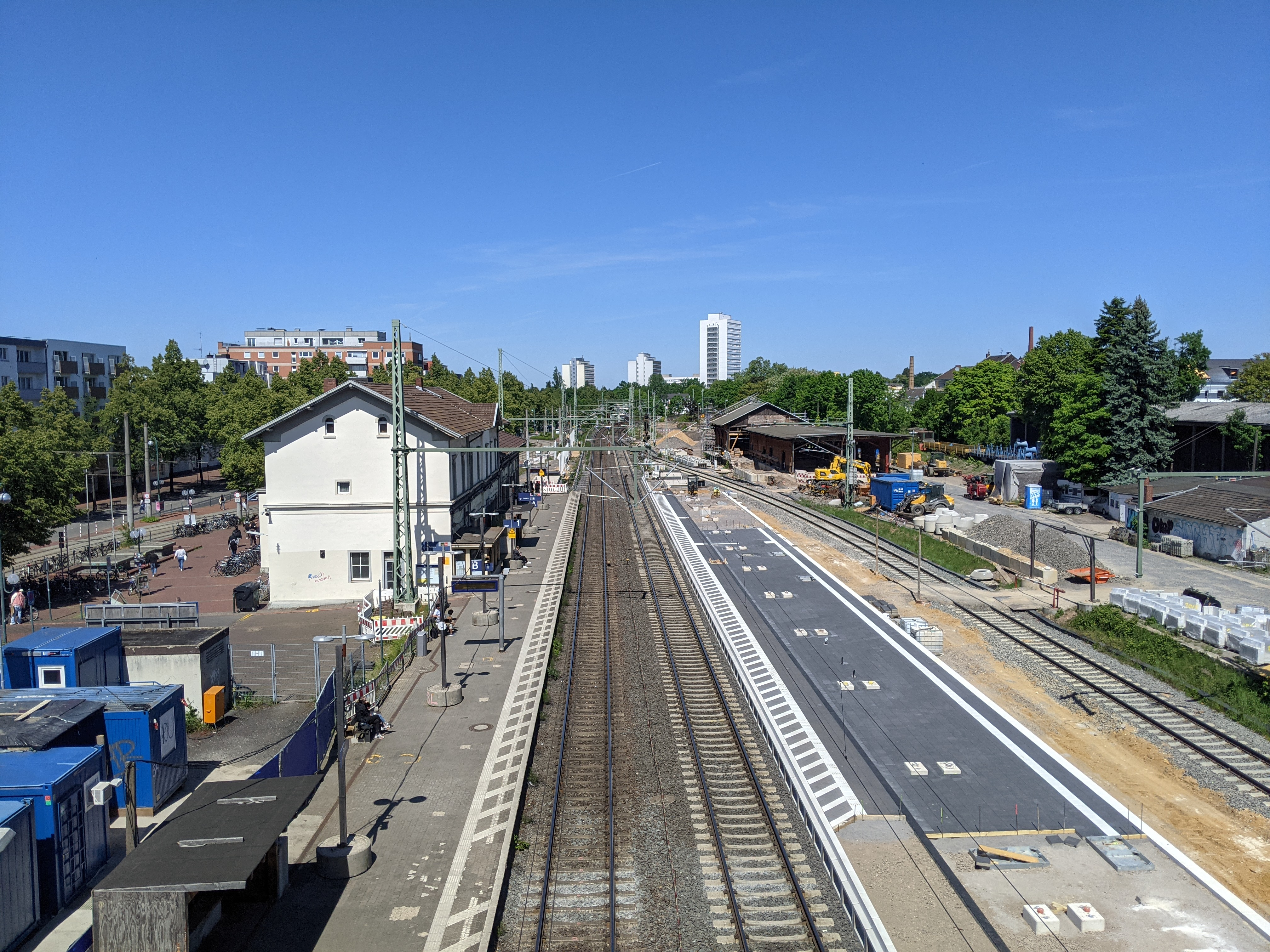
Umbau Bahnhof Beuel, Mai 2025

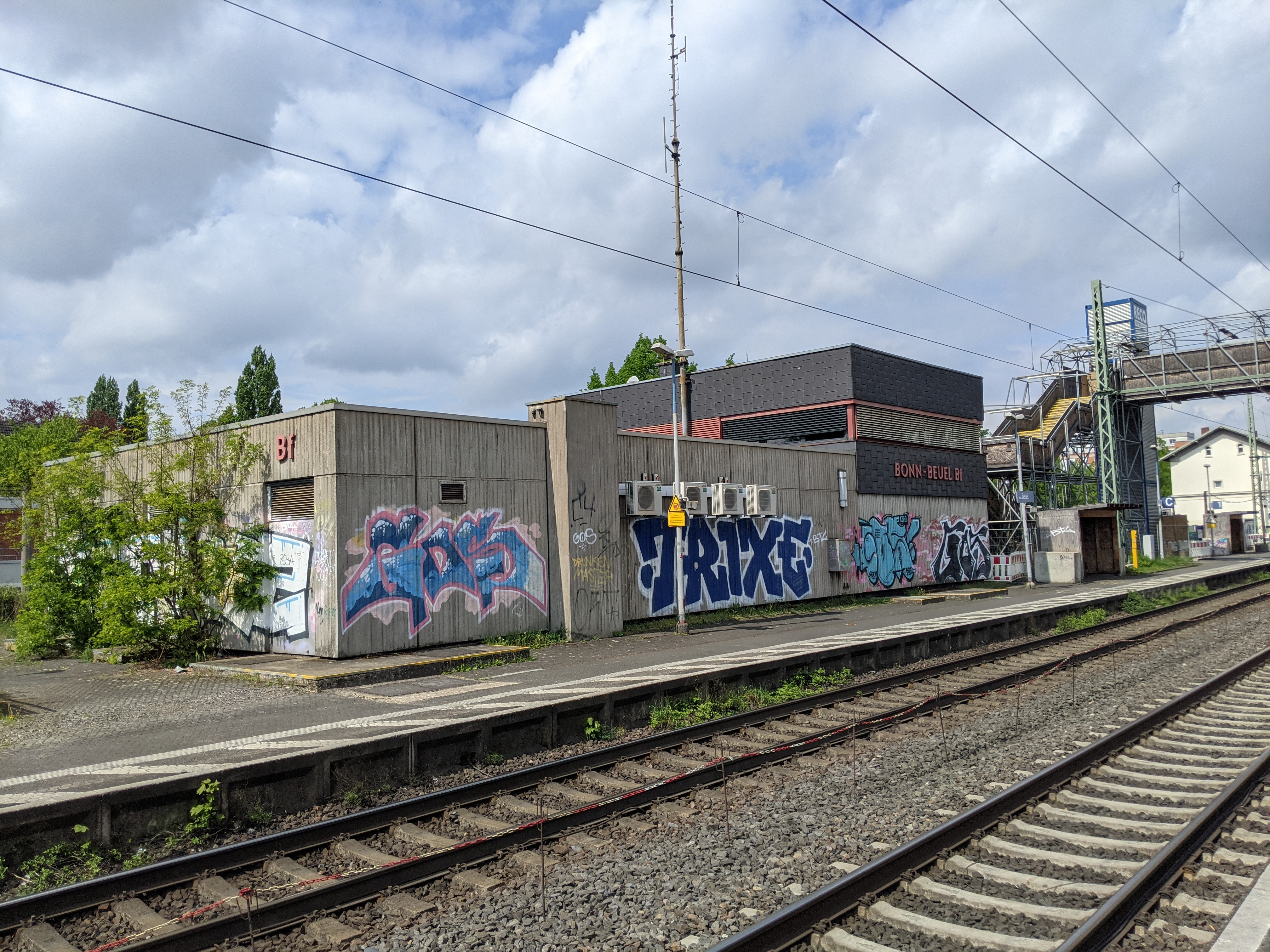
Stellwerk Bonn-Beuel

Der Bahnhof wurde am 1. März 1871 eröffnet und hat drei Bahnsteiggleise sowie mehrere Nebengleise. Außerdem gehört zu dem Bahnhof noch ein Güterschuppen. Er steht einschließlich seiner Zufuhr- und Ladestraße ebenso wie das Empfangsgebäude, die zwei Bahnsteige und ehemals die Bahnsteigüberdachung (2022 abgebrochen) als Baudenkmal unter Denkmalschutz.
Am 30. Juni 2024 schloss dauerhaft das DB Reisezentrum im Empfangsgebäude.
Der Bahnhof weist im Vergleich zu benachbarten Bahnhöfen einige Besonderheiten auf. Die umfangreichen Gleisanlagen für lokalen Güterverkehr (wie er bis in die 1980er Jahre an deutschen Bahnhöfen üblicherweise stattfand) waren in Beuel nicht entfernt worden, sondern fast vollständig erhalten und einsatzfähig. So kann zum Beispiel der Güterschuppen immer noch über sein Zufahrtsgleis angefahren werden, eine in Deutschland sehr rare Betriebssituation. Ungewöhnlich ist ebenso die Tatsache, dass auch die anderen Ladegleise (u. a. mit Kopf- und Seitenrampen) noch einsatzbereit und sowohl von der Straße wie der Schiene erreichbar sind. Private Eisenbahnunternehmen und auch die DB selber nutzen diese in der Region inzwischen einmalige Infrastruktur regelmäßig; so erfolgt z. B. die Anreise des Circus Roncalli bei seinen Gastspielen über den Beueler Bahnhof. Im Bahnhof Beuel wird z. B. Containerware, Holz und Schienenschotter verladen.
Während auf der rechten Rheinstrecke nördlich und südlich von Beuel im Jahr 2011 die personell besetzten Stellwerke wegen Umrüstung auf elektronisches Stellwerk stillgelegt wurden, blieb das Bahnhofsstellwerk in Beuel betrieblich erhalten und ist nach wie vor dauerhaft mit einem Fahrdienstleiter besetzt. Dieses relativ moderne Stellwerk südlich des Empfangsgebäudes ersetzte im Jahr 1985 die beiden bisherigen Stellwerke (eines auf Höhe der Güterabfertigung und ein Fahrdienstleiterstellwerk auf Höhe der Brücke „auf dem Grendt“). 2026 soll auch in Beuel ein neues elektronisches Stellwerk in Betrieb gehen.

### RSE
Östlich des Bahnhofes liegt der Endbahnhof der nur noch nach Hangelar führenden Bahnstrecke Bonn-Beuel–Großenbusch, der von der Rhein-Sieg-Eisenbahn bis 2019 unter anderem für Sonderverkehre während des Pützchens Markt genutzt wurde.
Es gibt eine Gleisverbindung im Süden des Bahnhofes.

## Planung: S13-Anschluss
Nachdem über zwanzig Jahre geplant und diskutiert wurde, begannen im Herbst 2016 die vorbereitenden Arbeiten, um die S-Bahn Linie 13 von Köln kommend ab Troisdorf bis Bonn-Oberkassel zu verlängern.
Im Zuge der Maßnahme erhält der Bahnhof Beuel zwei zusätzliche S-Bahn-Gleise, die bisherigen Gleise für den Güterverkehr sollen zurückgebaut werden. Damit wird Bonn die letzte Schnittstelle im Güterverkehr zwischen Schiene und Straße verlieren. Ein sporadischer lokaler Schienengüterverkehr, wie er bis 2017 bestand, soll nicht mehr möglich sein. Das Güterbahnhofsgebäude wird zur Hälfte abgerissen, der Rest soll um 1,8 Meter Richtung Osten versetzt werden. Der eventuell verbleibende Teil des Güterschuppens wird kein neues Bediengleis bekommen, er verliert somit seine technische wie historische Funktion. Dieses war auch als Kulisse für Film-Dreharbeiten beliebt. Im Januar 2018, nach dem Auszug des Mieters, begannen die ersten Arbeiten zur Versetzung des Gebäudes. Diese wird voraussichtlich 2021 erfolgen können. Im Jahr 2021 wurde die neue Unterführung zur Erschließung des zukünftigen Bahnsteigs an Gleis 4 eingesetzt.
Während der Generalsanierung der rechten Rheinstrecke in der zweiten Jahreshälfte 2026 soll der Umbau des Beueler Bahnhofs abgeschlossen werden, sodass zwischen Troisdorf und Beuel eine Teilinbetriebnahme erfolgen kann. Diese war zwischenzeitlich auf 2028 verschoben worden. Die Bauarbeiten auf dem Abschnitt zwischen Beuel und Oberkassel können jedoch voraussichtlich erst nach 2030 beginnen, obwohl zuvor der Abschluss aller Arbeiten für 2030 geplant war.

## Verbindungen

### Fernverkehr
Wenn Personenfernzüge von der linken Rheinstrecke auf die rechte umgeleitet werden, ist der Bahnhof Bonn-Beuel Ersatzhalt für Bonn Hauptbahnhof. Diese Ersatzhaltfunktion des Bahnhofs Bonn-Beuel wird wegen der relativ hohen Störanfälligkeit der linken Rheinstrecke (Steinschläge, wenige Überhol- und Ausweichmöglichkeiten, hohe Verkehrsauslastung etc.) häufig genutzt, immer wieder sogar über mehrere Tage. Auch bei Sperrung der Schnellfahrstrecke Köln–Rhein/Main kann die rechte Rheinstrecke als Umleitung verwendet werden und der Bahnhof Bonn-Beuel ist Ersatz für den Bahnhof Siegburg/Bonn.
Planmäßig wird der Bahnhof Bonn-Beuel täglich ein Mal pro Richtung von einem ÖBB Nightjet bedient.
| Linie                     | Fahrtverlauf | Fahrtverlauf | Betreiber           |
| ------------------------- | --- | --- | ------------------- |
| NJ 402/403 IC 60402/60403 | Amsterdam – Utrecht – Arnheim – Oberhausen – Duisburg – Düsseldorf – Köln – Bonn-Beuel – Koblenz – Mainz – Frankfurt Flughafen – Frankfurt Süd – Mannheim – Karlsruhe – Offenburg – Freiburg – Basel – Zürich | Amsterdam – Utrecht – Arnheim – Oberhausen – Duisburg – Düsseldorf – Köln – Bonn-Beuel – Koblenz – Mainz – Frankfurt Flughafen – Frankfurt Süd – Mannheim – Karlsruhe – Offenburg – Freiburg – Basel – Zürich | ÖBB, DB Fernverkehr |

### Regionalverkehr
| Linie | Linienverlauf | Takt   |
| ----- | --- | ------ |
| RE 8  | Rhein-Erft-Express: (Mönchengladbach Hbf – Rheydt Hbf – Rheydt-Odenkirchen – Hochneukirch – Jüchen – Grevenbroich –)* Rommerskirchen – Stommeln – Pulheim – Köln-Ehrenfeld – Köln Hbf – Köln Messe/Deutz – Porz (Rhein) – Troisdorf – Friedrich-Wilhelms-Hütte – Menden (Rheinl) – Bonn-Beuel – Bonn-Oberkassel – Niederdollendorf – Königswinter – Rhöndorf – Bad Honnef (Rhein) – Unkel – Linz (Rhein) – Bad Hönningen – Rheinbrohl – Neuwied – Urmitz Rheinbrücke – Koblenz-Lützel – Koblenz Stadtmitte – Koblenz Hbf * nur werktags Stand: Fahrplanwechsel Dezember 2023                                | 60 min |
| RB 27 | Rhein-Erft-Bahn: Mönchengladbach Hbf – Rheydt Hbf – Rheydt-Odenkirchen – Hochneukirch – Jüchen – Grevenbroich – Rommerskirchen – Stommeln – Pulheim – Köln-Ehrenfeld – Köln Hbf – Köln Messe/Deutz – Köln/Bonn Flughafen – Troisdorf – Friedrich-Wilhelms-Hütte – Menden (Rheinl) – Bonn-Beuel – Bonn-Oberkassel – Niederdollendorf – Königswinter – Rhöndorf – Bad Honnef (Rhein) – Unkel – Erpel (Rhein) – Linz (Rhein) – Leubsdorf (Rhein) – Bad Hönningen – Rheinbrohl – Leutesdorf (Rhein) – Neuwied – Engers – Vallendar – Koblenz-Ehrenbreitstein – Koblenz Hbf Stand: Fahrplanwechsel Dezember 2023 | 60 min |

### Straßenbahn
Vor dem Bahnhof liegt die Haltestelle Beuel Bahnhof der Straßenbahnlinie 62, die durch Beuel zur Bonner Innenstadt und über den Hauptbahnhof nach Dottendorf sowie in der Gegenrichtung über Ramersdorf nach Oberkassel führt.
| Linie | Verlauf                                                                                         | Takt                                                        |
| ----- | ----------------------------------------------------------------------------------------------- | ----------------------------------------------------------- |
| 62    | Dottendorf – Bonn Hbf – Stadthaus – Bonn-Beuel Bf. – Limperich – U Ramersdorf – Bonn-Oberkassel | 10 min                                                      |
| 65    | Auerberg – Bonn-Beuel Bf. – Limperich – U Ramersdorf                                            | Nur Ein- und Ausrückfahrten der Linie 61 und Schülerverkehr |

### Busverkehr
Busse halten ebenfalls vor dem Bahnhof, die Buslinien 607, 633 und einzelne Verstärkerfahrten im Schülerverkehr nutzen die Haltestelle direkt vor dem Bahnhof. Die Linie 537 nutzt diese nur in Fahrtrichtung Oberpleis, in Fahrtrichtung Bonn Hbf wird die Haltestelle Beueler Bahnhofsplatz bedient, welche ca. 250 Meter entfernt ist und Anschluss an weitere Buslinien sowie das Nachtnetz der SWB bietet.
| Linie | Verlauf | Takt (Mo–Fr) | Betreiber |
| ----- | --- | ------------ | --------- |
| 537   | Oberpleis – Bellinghausen – Oelinghoven – Stieldorf – Vinxel – Oberholtorf – Niederholtorf – Pützchen – Beuel-Ost – Beuel Bf – Beuel Konrad-Adenauer-Platz – Bonn Bertha-von-Suttner-Platz – Bonn Hbf | 30 min       | RSVG      |
| 607   | Hardtberg – Medinghoven – Duisdorf Bf – Endenich – Weststadt – Bonn Hbf – Bonn Bertha-von-Suttner-Platz – Beuel Konrad-Adenauer-Platz – Beuel Bf – Limperich – Ramersdorf                             | 20 / 30 min  | SWB       |
| 633   | Endenich Nord Bf – Bonn Probsthof Nord – Nordstadt – Bonn Bertha-von-Suttner-Platz – Beuel Konrad-Adenauer-Platz – Beuel Bf – Beuel-Ost – Küdinghoven – Ramersdorf                                    | 30 / 60 min  | SWB       |